# 镇江路街道
镇江路街道是中国山东省青岛市市北区下辖的一个街道。

## 行政区划
镇江路街道下辖汉口路社区、太平镇社区、北仲社区、海泊河社区、东仲社区。